# Miss Costa Rica
O Miss Costa Rica é um concurso de beleza que acontece anualmente com o intuito de eleger uma candidata para o concurso de beleza mais famoso, o Miss Universo. A organização não escolhe misses para representar a Costa Rica em outros concursos.
A Costa Rica nunca conseguiu
nenhum título internacional. O mais
perto - a melhor classificação do
país - que o país chegou da coroa
universal foi em 1954, 2004, 2011, 2018 e 2020 com  Marian Esquivel, Nancy Soto, Johanna Solano e Natalia Carvajal e  Ivonne Cerdas terminando na 10 semifinalistas. O país também já
finalizou o Miss Universo 2013 entre as 16 semifinalistas com Fabiana Granados. A atual Miss Costa Rica é a representante de San José, Ivonne Geraldine Cerdas Cascante.

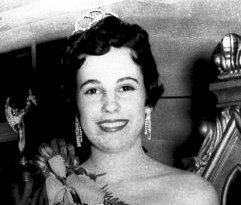
Marian Esquivel McKeown, Miss Costa Rica 1954, top 15 em Miss Universo

## Vencedoras
| Ano  | Miss Costa Rica                        | Província  | Colocação Miss Universo |
| 1954 | Marian Esquivel McKeown (†)            | San José   | Semifinalista (Top 15)  |
| 1955 | Clemencia Martínez Montis              | San José   |                         |
| 1956 | Anabella Granados                      | Heredia    |                         |
| 1957 | Sonia Cristina Icaza                   | San José   |                         |
| 1958 | Eugenia María Valverde Guardía         | Guanacaste |                         |
| 1959 | Sonia Monturiol                        | Heredia    |                         |
| 1960 | Leila Rodríguez                        | San José   |                         |
| 1962 | Helvetina Albónico                     | Heredia    |                         |
| 1963 | Sandra Chrysopulos Morúa               | Cartago    |                         |
| 1964 | Dora Solé Goméz                        | San José   |                         |
| 1965 | Mercedes Pinagal                       | Guanacaste |                         |
| 1966 | María Viginia Oreamuno                 | Cartago    |                         |
| 1967 | Rosa María Fernández Saenz (†)         | Guanacaste |                         |
| 1968 | Ana María Rivera                       | San José   |                         |
| 1969 | Clara Freda Antillón                   | San José   |                         |
| 1970 | Lilliam Berrocal                       | Cartago    |                         |
| 1971 | Rosa María Rivera                      | San José   |                         |
| 1972 | Victoria Eugenia (Vicky) Ross González | San José   |                         |
| 1973 | María del Rosario (Rossy) Mora Badilla | Alajuela   |                         |
| 1974 | Jeannette Rebeca Montagné              | Limón      |                         |
| 1975 | María de los Angeles Picado González   | Alajuela   |                         |
| 1976 | Silvia Jiménez Pacheco                 | Limón      |                         |
| 1977 | Claudia María Garnier Arias            | Puntarenas |                         |
| 1978 | Maribel Fernández García               | San José   |                         |
| 1979 | Carla Facio Franco                     | Guanacaste |                         |
| 1980 | Bárbara Bonilla Herrero                | San José   |                         |
| 1981 | Rosa Inés Solís Vargas                 | San José   |                         |
| 1982 | Lilliana Corella Espinoza              | Heredia    |                         |
| 1983 | María Gabriela Pozuela Castro          | Cartago    |                         |
| 1984 | Silvia Portilla Vásquez                | Guanacaste |                         |
| 1985 | Rosibel Chacón Pereira                 | Puntarenas |                         |
| 1986 | Aurora Velásquez Arigño                | Limón      |                         |
| 1987 | Ana María Bolaños Aguilar              | Alajuela   |                         |
| 1988 | Erika María Paoli González             | Heredia    |                         |
| 1989 | Luana Freer Bustamante                 | San José   |                         |
| 1990 | Julieta Posla Fuentes                  | San José   |                         |
| 1991 | Viviana Muñoz Fernández                | San José   |                         |
| 1992 | Jessica Stephanie Manley Fredrich      | San José   |                         |
| 1993 | Catalina Rodríguez Carranza            | San José   |                         |
| 1994 | Jasmín Morales Camacho                 | San José   |                         |
| 1995 | Beatriz Alejandra Alvarado Mejía       | Alajuela   |                         |
| 1996 | Dafne Zeledón Monge                    | San José   |                         |
| 1997 | Gabriela Aguilar Chavarría             | San José   |                         |
| 1998 | Kisha Alvarado Murillo                 | Heredia    |                         |
| 1999 | Arianna Bolaños Ugalde                 | Alajuela   |                         |
| 2000 | Laura Mata Mora                        | San José   |                         |
| 2001 | Paola Calderón Hütt                    | San José   |                         |
| 2002 | Merylin Villalta Castro                | San José   |                         |
| 2003 | Andrea María Ovares López              | San José   |                         |
| 2004 | Nancy Soto Martínez                    | Heredia    | Semifinalista (Top 10)  |
| 2005 | Johanna Fernández Madrigal             | San José   |                         |
| 2006 | Fabriella María Quesada Sequeira       | San José   |                         |
| 2007 | Verónica Gonzáles Quesada              | Heredia    |                         |
| 2008 | María Teresa Rodríguez Rodríguez       | Alajuela   |                         |
| 2009 | Jessica Umaña Solís                    | San José   |                         |
| 2010 | Marva Wright Ureña                     | Cartago    |                         |
| 2011 | Johanna Solano López                   | Heredia    | Semifinalista (Top 10)  |
| 2012 | Nazareth Cascante Madrigal             | Alajuela   |                         |
| 2013 | Fabiana Granados Herrera               | Guanacaste | Semifinalista (Top 16)  |
| 2014 | Karina Ramos Leitón                    | Heredia    |                         |
| 2015 | Brenda Giselle Castro Madrigal         | Limón      |                         |
| 2016 | Carolina Rodríguez Durán               | Alajuela   |                         |
| 2017 | Elena Correa Usuga                     | Heredia    |                         |
| 2018 | Natalia Carvajal Sánchez               | San José   | Semifinalista (Top 10)  |
| 2019 | Karla Paola Chacón Fuentes             | San José   |                         |
| 2020 | Ivonne Geraldine Cerdas Cascante       | San José   | Semifinalista (Top 10)  |
| 2021 |                                        |            |                         |

## Conquista por Província
| Província  | Títulos | Vitórias |
| San José   | 31      | 1954,1955,1957,1960,1964,1968,1969,1971,1972,1978,1980,1981,1989,1990,1991,1992,1993,1994,1996,1997,1998,2000,2001,2002,2003,2005,2006,2009, 2018,2019,2020 |
| Heredia    | 09      | 1956,1959,1962,1982,1988,2004,2007,2011,2014 |
| Alajuela   | 07      | 1973,1975,1987,1995,1999,2008,2012 |
| Guanacaste | 06      | 1958,1965,1967,1979,1984,2013 |
| Cartago    | 05      | 1963,1966,1970,1983,2010 |
| Limón      | 04      | 1974,1976,1986, 2015 |
| Puntarenas | 02      | 1977,1985 |

### Conquistas por Regiões
| Região          | Títulos | Províncias                                             |
| Região Central  | 52      | San José (31), Heredia (9), Alajuela (7), Cartago (5). |
| Região Norte    | 6       | Guanacaste (6).                                        |
| Região Caribe   | 4       | Limón (4).                                             |
| Região Pacífico | 2       | Puntarenas (2)                                         |

### Prêmios Especiais Miss Universo
| - (1956) - Anabella Granados | - (1978) - Maribel Fernández |  |  |

### Misses Falecidas
- 2000 - Marian Esquivel McKeown, Miss Costa Rica 1954, causa não divulgada.
- 2006 - Rosa María Fernandez Saenz, Miss Costa Rica 1967, câncer.